# Lasse Hautala
Lasse Tapani Hautala, född 22 januari 1963 i Kauhajoki, är en finländsk politiker (Centern). Han var ledamot av Finlands riksdag 2003–2007 och 2009–2019. Hautala är agrolog till utbildningen.
Hautala omvaldes i riksdagsvalet 2015 med 7 037 röster från Vasa valkrets.